# 坊恭寿
坊 恭寿（ぼう やすなが、1967年 - ）は、日本の政治家。第65代全国市議会議長会会長、第103代及び105代神戸市会議長。神戸市会議員（北区選出）。

## 経歴
兵庫県神戸市北区八多町出身。兵庫県立神戸北高等学校卒業。1989年（平成元年）、佛教大学文学部を卒業。1990年（平成2年）、衆議院議員砂田重民秘書。イギリスへ研修留学。2000年（平成12年）、衆議院議員公設第一秘書。2003年（平成15年）、神戸市会議員に初当選。2021年（令和3年）現在6期目。第103代及び第105代神戸市会議長。第65代全国市議会議長会会長。

## 略歴
- 1999年（平成11年） 自由民主党兵庫県連青年部長
- 2000年（平成12年） 自由民主党青年局中央常任委員（近畿代表）、衆議院議員公設第一秘書
- 2003年（平成15年） 神戸市会議員に初当選
- 2008年（平成20年） 建設水道委員会委員長
- 2010年（平成22年） 都市活力の創造に関する特別委員会委員長、自由民主党神戸市会議員団政調会長
- 2011年（平成23年） 自由民主党政令指定都市青年議員連盟副会長
- 2012年（平成24年） 自由民主党神戸市会議員団幹事長
- 2013年（平成25年） 神戸市監査委員・自由民主党政令指定都市青年議員連盟（アーバンユースネット20）会長（2015年まで）
- 2014年（平成26年） 自由民主党神戸市会議員団幹事長
- 2015年（平成27年） 自由民主党神戸市会議員団副幹事長、神戸市会運営委員会委員長
- 2016年（平成28年）6月13日 神戸市第110代副議長、自民党政令指定都市議会議員連盟神戸支部長（2020年まで）
- 2017年（平成29年） 総務財政委員会委員長
- 2019年（令和元年） 自由民主党神戸市会議員団団長
- 2020年（令和2年） 自由民主党神戸市会議員団幹事長、阪神水道企業団議会議員（議運委員長）
- 2021年（令和3年） 第103代神戸市会議長[3]
- 2022年（令和4年） 自由民主党神戸市会議員団幹事・広報、阪神水道企業団議会議員（議運委員長）
- 2023年（令和5年） 第105代神戸市会議長
- 2023年（令和5年）6月24日 第65代全国市議会議長会会長

## 地域などの役職
- 有馬防犯協会副会長
- 有馬スローフード研究会設立代表
- NPO法人理事
- 神戸市北消防団団員
- 神戸市グラウンドゴルフ協会賛助会員

## 趣味
- 旅行

## 座右の銘
- 佛心